# スタニスラフ・カシュタノフ
スタニスラフ・カシュタノフ（Stanyslav Kashtanov、1984年7月31日 - ）は、ウクライナ生まれロシアのプロボクサー。ドネツィク出身。元WBA世界スーパーミドル級暫定王者。

## 来歴
2003年7月1日、ドネツィクのスポーツ・パレス・ユノスでデビュー戦を行い、3-0の判定勝ちを収めた。
2006年7月21日、マギッド・ベン・ドリスと空位のWBC世界スーパーミドル級ユース王座を賭け対戦し、4回TKO勝ちを収めWBC王座を獲得し、5度防衛した。
2008年11月29日、EBU-EEスーパーミドル級王座決定戦でカンスタンツィン・マクハンコフと対戦し、12回3-0（3者とも120-108）の判定勝ちを収め、王座を獲得した。
2011年8月26日、ドネツィクにあるドンバス・アリーナで行われたディミトリ・サーティソンの王座返上扱いを受けたことに伴うWBA世界スーパーミドル級王座決定戦でカロリー・バルザイと対戦したが、プロ初黒星となる12回1-2（113-115、114-115、116-113）の判定負けを喫した。
2012年11月10日、ドネツィクにあるスポーツ・パレス“ドラズバ”にて、セルベル・エムルラエフとWBA暫定世界スーパーミドル級王座決定戦を行い、12回2-1（118-110、116-113、113-115）の判定勝ちを収め暫定王座を獲得した。
2013年8月24日、ドネツィクにあるドンバス・アリーナでジェイミー・バルボサと対戦し、7回にダウンを奪ってペースを握ると10回にダウンを追加しレフェリーがカウントアウト。暫定王座の初防衛に成功した。
2014年7月12日、WBAはWBA世界スーパーミドル級1位でWBA世界スーパーミドル級暫定王者のカシュタノフとWBA世界スーパーミドル級2位のヒョードル・チュディノフとの間での指名試合指令を出した。交渉期間は30日間とし、同年8月10日までに対戦交渉で合意できなければ入札を通達された。
2014年8月18日、カシュタノフとチュディノフとの間で行われる指名試合は同年10月にモナコで行われるとの報道がなされた。しかし2014年9月2日、カシュタノフは現役引退を発表し、WBA世界スーパーミドル級暫定王座を返上、5日後の同年9月7日にWBAはカシュタノフの引退に伴いWBA世界スーパーミドル級1位を空位にすると発表した。
2015年4月5日、1年4ヶ月ぶりの試合。引退を撤回しモスクワ州ノギンスクでマダ・マウーゴとライトヘビー級契約8回戦を行い、3回30秒KO勝ちを収め復帰戦を白星で飾った。
2015年6月26日、モスクワでコンスタンティン・ピーターノフとロシアライトヘビー級王座決定戦を行い、5回1分35秒TKO勝ちを収め王座獲得に成功した。
2015年7月8日、WBAはカシュタノフをWBA世界ライトヘビー級7位にランクインした。
2015年8月12日、WBAはカシュタノフをWBA世界ライトヘビー級5位にランクインした。
2015年8月23日、ヤルタのリクソス・ムリーヤ・リゾート・ヤルタでWBA世界ライトヘビー6位のフェリックス・バレラとWBA暫定世界ライトヘビー級王座決定戦を行い、12回1-2（112-116、117-111、113-115）の判定負けを喫し暫定での2階級制覇に失敗した。

## 獲得タイトル
- WBC世界スーパーミドル級ユース王座
- EBU-EEスーパーミドル級王座
- WBA世界スーパーミドル級暫定王座（防衛1）
- ロシアライトヘビー級王座
- IBFインターナショナルスーパーミドル級王座